# Кудалды
Кудалды́ (Кудалда) — река в России, в Северо-Байкальском районе Бурятии, на территории Баргузинского заповедника. Впадает в озеро Байкал на высоте 456 м.

## География
Длина реки — 24 км. Берёт начало на западном склоне водораздела Баргузинского хребта на высоте около 1800 м. Течёт в северо-западном направлении. Впадает в озеро Байкал у кордона Кудалды (Южный) на юге Баргузинского заповедника.
Имеет крупный правый приток Кудалкан.

## Данные водного реестра
По данным государственного водного реестра России и геоинформационной системы водохозяйственного районирования территории РФ, подготовленной Федеральным агентством водных ресурсов:
- Бассейновый округ — Ангаро-Байкальский
- Речной бассейн — бассейны малых и средних притоков средней и северной части озера Байкал
- Речной подбассейн — отсутствует
- Водохозяйственный участок — бассейны рек средней и северной части озера Байкал от восточной границы бассейна реки Ангары до северо-западной границы бассейна реки Баргузин.